# La Pobla de Vallbona
La Pobla de Vallbona (Spanisch: Puebla de Vallbona) ist eine Gemeinde (municipio) in der spanischen Provinz Valencia. Sie befindet sich im Comarca Camp de Túria und im überwiegend valencianischen Sprachgebiet.

## Geografie
Das Gemeindegebiet von La Pobla de Vallbona grenzt an die folgenden Gemeinden: Llíria, Benissanó, Olocau, Serra, Bétera, San Antonio de Benagéber, L'Eliana, Riba-roja de Túria und Benaguasil, die alle in der Provinz Valencia liegen.

## Wirtschaft
Nachdem die Autobahn mit Zugang zu Valencia fertiggestellt war, verdoppelte sich die Bevölkerung aufgrund der Nähe zur Stadt fast. Dies führte im Allgemeinen zu einem Anstieg des lokalen Handels in der Stadt. Auch mit der Metro Valencia ist die Gemeinde verbunden.

## Demografie
| 1990  | 1992  | 1994  | 1996  | 1998   | 2000   | 2002   | 2004   | 2006   | 2019   |
| ----- | ----- | ----- | ----- | ------ | ------ | ------ | ------ | ------ | ------ |
| 7.947 | 8.122 | 8.614 | 9.871 | 10.563 | 11.757 | 13.068 | 15.160 | 19.387 | 24.433 |